# Konferencja w Lambeth (1948)
Konferencja w Lambeth w 1948 – jedno z cyklicznych spotkań biskupów różnych kościołów anglikańskich, które odbyło się w sierpniu 1948 w londyńskim pałacu Lambeth, oficjalnej rezydencji arcybiskupa Canterbury – honorowego zwierzchnika wspólnoty anglikańskiej.
Spotkanie, któremu przewodził arcybiskup Geoffrey Fisher, zakończyło się 18 sierpnia 1948 (po pięciu tygodniach obrad) wydaniem okolicznościowej rezolucji. Dokument ten łączył ze sobą kwestie wolności, egzystencjalnego rozwoju człowieka i osoby Boga. Przedmiotem obrad była sytuacja kościołów anglikańskich w przełomowym momencie, po zakończeniu II wojny światowej, w świecie dynamicznie zachodzących przemian moralnych i religijnych. Podczas obrad poruszano przede wszystkim, ujętą w końcowej rezolucji, tematykę konieczności jedności kościołów anglikańskich, co według komentatora czasopisma The Tablet stało w sprzeczności z lansowanymi jednocześnie korzyściami, jakie płyną z różnorodności tych kościołów. Podczas konferencji sformułowano zasadę, że autorytet w kościele anglikańskim opiera się na Piśmie Świętym, tradycji, wyznaniach wiary, nauczaniu, sakramentach, świadectwie świętych, oraz na consensus fidelium, czyli zgodzie wiernych – ciągłym działaniu pod wpływem Ducha Świętego. Autorytet ten posiada elastyczność, dzięki której przewaga jednego elementu nad pozostałymi może się zmieniać i zmienia się wraz ze zmianą warunków, w jakich żyje Kościół. W tym kontekście wolność ludzka, która realizuje się w drodze uwalniania od przywiązań do swoich egoistycznych potrzeb, nie jest pojęciem statycznym. Konferencja oświadczyła, że wyznanie anglikańskie lepiej zaleci religię chrześcijańską przedstawicielom innych narodów, niż inne wyznanie, w którym zbytnia sztywność trzymania się tradycji, zbyt dosłowna interpretacja Pisma Świętego albo przesadny lęk przed działaniem rozumu hamuje pojmowanie wiary chrześcijańskiej i stosowanie się do niej.
Podczas obrad poruszano też inne zagadnienia. Wypowiedziano się przeciwko komunizmowi oraz kapitalizmowi, zalecając szukanie złotego środka. W rezolucji oświadczono, że chrześcijanin musi nienawidzić wojny i tego wszystkiego, co do niej prowadzi, jako niezgodną z nauką Chrystusa. W sprawach rodzinnych nowością było opowiedzenie się za nierozerwalnością małżeństwa, co było zbieżne z nauczaniem katolickim, aczkolwiek kościoły anglikańskie dopuszczały rozwody i chętnie ich wówczas udzielano. Ostrzeżono jednocześnie przed zawieraniem małżeństw mieszanych z katolikami. Stwierdzono również, że perspektywy zjednoczenia z Kościołem katolickim są nikłe z uwagi na poważne różnice na polu wyznania i praktyki. 